# Lanceoppia knuellei
Lanceoppia knuellei är en kvalsterart som beskrevs av Hammer 1968. Lanceoppia knuellei ingår i släktet Lanceoppia och familjen Oppiidae. Inga underarter finns listade i Catalogue of Life.